# Transmisija (genetika)
Genetska transmisija je transfer genetičke informacije sa jedne na drugu generaciju (sa roditelja na potomstvo). Ona je sinonimna sa nasleđivanjem.
Genetska transmisija se ne može poistovetiti sa hromozomskom translokacijom, koja je razmena delova  nehomolognih hromozoma. Ona se isto tako razlikuje od horizontalnog transfera gena, procesa kojim organizam inkorporira genetički materijal drugog organizma mada nije njegov potomak.